# Jean Martin (Übersetzer)
Jean Martin († 1553) war ein französischer Humanist, Übersetzer und Diplomat.

## Leben
Jean Martin gehörte zum Umkreis von Massimiliano Sforza, dann von Robert II. de Lénoncourt. Als Übersetzer wichtiger lateinischer Texte zu Kunst und Architektur und beliebter italienischer Texte der erzählenden Literatur war er ein bedeutender Vulgarisator und durch die Eleganz seiner Sprache auch prägend für die Entwicklung des Französischen. Pierre de Ronsard widmete ihm eine Ode.

## Werke
Betreffend die Architektur übersetzte er Vitruv und Leon Battista Alberti (De re aedificatoria) aus dem Latein und Sebastiano Serlio aus dem Italienischen. In der schönen Literatur übersetzte er die Arcadia des Jacopo Sannazaro, die Asolaner Gespräche des Pietro Bembo sowie die Hypnerotomachia Poliphili des Francesco Colonna aus dem Italienischen. Weitere Übersetzungen aus dem Latein betreffen Horapollon und Raimundus Sabundus (Theologia Naturalis).